# Mladinski svet Slovenije
Mladinski svet Slovenije (kratica: MSS) je krovno združenje mladinskih organizacij, ki delujejo na nacionalnem nivoju. Pod svojim okriljem združuje organizacije z različnimi interesnimi, nazorskimi ali političnimi usmeritvami. MSS je nacionalni zastopnik mladih tudi na evropskem nivoju – član Evropskega mladinskega foruma je že od njegove ustanovitve leta 1996.
MSS stremi k združevanju in predstavljanju vseh mladinskih organizacij ter k učinkovitemu sodelovanju z mladinskimi strukturami na lokalni, regionalni, nacionalni in mednarodni ravni. V sodelovanju z organizacijami članicami uresničuje svoje poslanstvo in razvija mladinski sektor. MSS tudi ustvarja mladinske politike, vodi dialog na celotnem nevladnem mladinskem področju, spodbuja razvoj mladinskega dela in neformalnega izobraževanja ter se aktivno zavzema za njuno priznavanje. Vsem ciljnim javnostim je znan kot ključni predstavnik in zagovornik mladih.
Trenutna predsednica Mladinskega sveta Slovenije je Eva Kotnik. 